# Herreys
Hérreys — шведская поп-группа, образовавшаяся в Гётеборге в начале 1970-х годов. Представляет собой музыкальное трио, исполняющее популярную музыку на английском и шведском языках. С 1983 года занимаются активной творческой деятельностью. В 1984 году группа победила на конкурсе песни Евровидение в Люксембурге.

## История группы
Была образована в первой половине 1970-х годов в форме квартета, объединяющего трёх братьев Херри (Пера, Ричарда и Луиса), а также их сестру Марию. После того, как в 1976 году Мария покинула группу, отец музыкантов организовал свой собственный цирк, чтобы дать возможность братьям выступать в различных шоу. В 1981 году семья переехала в США, где братья несколько лет обучались в Высшей академии танца. В 1983 году группа заняла пятое место на международном музыкальном фестивале в Винья-дель-Мар.
В 1984 году с песней «Diggi-Loo, Diggi-Ley» трио побеждает на шведском Melodifestivalen, а затем и на конкурсе песни «Евровидение». Эта победа стала второй для Швеции после успеха группы ABBA в 1974 году. После этого данная композиция заняла второе место в шведском и пятое в норвежском хит-парадах. В 1985 году с песней «Sommarparty På Stranden» группа побеждает на международном фестивале в Сопоте и совершает гастроли в СССР.
В 1985 году в СССР прошли совместные концерты шведского трио с Аллой Пугачёвой. Первая серия концертов состоялась в «Совинцентре» в Москве 21 — 23 марта 1985 года. А осенью того же года состоялись масштабные гастроли с Аллой Пугачёвой по СССР: турне Ленинград—Таллинн—Москва в рамках концертной программы «Алла Пугачёва представляет...»: 29 августа — 7 сентября 1985 — в Ленинграде (СКК им. Ленина; 7 концертов), 9 — 13 сентября 1985 — в Таллине (Зал «Горхолл»; 5 концертов), 16 — 21 сентября 1985 — в Москве (ГЦКЗ «Россия»; 6 концертов), 25 — 28 сентября 1985 — в Москве (Дворце спорта «Лужники»; 4 концерта). Таким образом, было дано 25 совместных концертов в трёх городах и на пяти концертных площадках.
C 1986 года группа сотрудничает с немецкой звукозаписывающей фирмой Laser Music, на студии которой музыканты записывают два альбома («Different I’s» и «Live in Tivoli»). Последний является концертным альбомом, записанным во время выступления группы в Парке Тиволи в Копенгагене (Дания). В 1987 году группа принимает участие в выездной «Песне года» в Баку, где исполняет песню «Дерево дружбы» на русском языке (совместное выступление с Владимиром Пресняковым-младшим).

### Распад и воссоединение
В 1987 году Луис отправился в США с миссией от одной из шведских мормонских сект, и группа прекратила своё существование. В 1995 году Пер и Ричард выпустили альбом «Där vindarna möts» («Там, где встречаются ветра») и сборник «Herrey’s story», в который вошли их ранние записи. В 2002 году группа собралась в полном составе и записала сборник «Gyllene hits» со своими наиболее популярными песнями. В 2006 году Ричард, который в настоящее время занимается постановкой мюзиклов, выпустил свой первый сольный альбом «Jag e Kung».
В 2015 году группа снова воссоединилась для выступления на праздничном вечере «Eurovision Song Contest's Greatest Hits», приуроченном к 60-летию конкурса песни Евровидение. Мероприятие прошло в знаменитом театре Эвентим Апполо в Лондоне.
Также группа выступила в развлекательной части второго полуфинала Евровидения 2024.

## Дискография

### Альбомы
- 1984 — Diggi-Loo, Diggi-Ley
- 1985 — Crazy People
- 1985 — Not Funny
- 1986 — Different I’s
- 1987 — Live in Tivoli
- 1995 — Där vindarna möts
- 1995 — Herrey’s Story
- 2002 — Gyllene Hits
- 2010 — The Greatest Hits

### Синглы
- 1984 — Crazy People
- 1984 — I’m So Sorry
- 1984 — You
- 1984 — I See The Love
- 1984 — Kall Som Is
- 1984 — Mirror Mirror (#18 в Швеции)
- 1984 — Diggi-Loo, Diggi-Ley (#2 в Швеции, #5 в Норвегии, #10 в Швейцарии, #11 в Германии, #18 в Дании, #46 в Великобритании)
- 1985 — People Say It’s in the Air
- 1985 — I’m So Sorry (перевыпуск)
- 1985 — Varje Liten Droppe Regn (#11 в Швеции)
- 1985 — People from Ibiza
- 1985 — Sommarparty (#20 в Швеции)